# Ware Shoals
Ware Shoals is een plaats (town) in de Amerikaanse staat South Carolina, en valt bestuurlijk gezien onder Abbeville County en Greenwood County en Laurens County.

## Demografie
Bij de volkstelling in 2000 werd het aantal inwoners vastgesteld op 2363.
In 2006 is het aantal inwoners door het United States Census Bureau geschat op 2360, een daling van 3 (-0.1%).

## Geografie
Volgens het United States Census Bureau beslaat de plaats een oppervlakte van
10,3 km², waarvan 10,0 km² land en 0,3 km² water.

## Plaatsen in de nabije omgeving
De onderstaande figuur toont nabijgelegen plaatsen in een straal van 16 km rond Ware Shoals.